# Jason Duff
Jason Duff, né le 27 octobre 1972 à Melbourne, est un joueur australien de hockey sur gazon.

## Palmarès
- Médaille de bronze aux Jeux olympiques de Sydney en 2000[1]